# رانيا نشار
رانيا محمود عبد الوهاب نشار خبيرة مصرفية سعودية، عُيّنت مستشارًا لمحافظ صندوق الاستثمارات العامة السعودي منذ 22 ديسمبر 2020، وكانت سابقًا الرئيس التنفيذي لمجموعة سامبا المالية منذ 19 فبراير 2017 وحتى استقالتها في 21 ديسمبر 2020، وكانت بذلك أول سعودية ترأس قطاعًا بنكيًّا في المملكة العربية السعودية.
اختيرت رانيا نشار ضمن قائمة فوربس لأكثر النساء تأثيرا في العالم لعامي 2018 و2019. كما حصلت على المركز الرابع ضمن النساء العشرة الأكثر نفوذًا وتأثيرًا في الشرق الأوسط لعام 2018 حسب فوربس.

## المؤهلات العلمية
حاصلة على بكالوريوس في علوم الحاسب وتقنية المعلومات من جامعة الملك سعود عام 1997، وتابعت برنامج تطوير القيادات من كلية داردن لإدارة الأعمال في جامعة فرجينيا الأمريكية، كما حصلت على شهادة في الحوكمة وإدارة المخاطر، والالتزام بالتعاون مع كلية إدارة الأعمال بجامعة جورج واشنطن، وشهادة اختصاصي معتمد في مكافحة غسل الأموال من «جمعية اختصاصي مكافحة غسل الأموال المعتمدين» من الولايات المتحدة. وهي أول سعودية تحصل على هذه الشهادة.

## المسيرة المهنية
شغلت منصب المدير التنفيذي لمجموعة سامبا المالية منذ 2017، كما تشغل عضوية مجلس إدارة كل من السوق المالية السعودية "تداول" منذ 2020، و«بنك سامبا المحدود» في الباكستان، و«شركة سامبا للأسواق العالمية المحدودة»، و«شركة سامبا كابيتال للأصول وإدارة الاستثمار»، و«الهيئة السعودية للفضاء» منذ ديسمبر (كانون الأول) 2019، و«الاتحاد السعودي للبولو» منذ 2018، كما تشغل عضوية اللجنة الاستشارية لـ«هيئة السوق المالية السعودية» منذ 25 مارس (آذار) 2019.
لديها خبرة واسعة في مجال الأعمال المصرفية تمتد إلى 20 عاماً، تبوأت خلالها عدداً من المناصب القيادية في «مجموعة سامبا المالية»، منها: رئيسة لجنة التدقيق بين 2014 و2017، ورئيسة قسم الامتثال بين 2009 و2014، ورئيسة قسم الامتثال ومكافحة غسل الأموال بين 2006 و2009، وعملت في مجموعة الحسابات الخاصة والمجموعة المصرفية للأفراد، وكان لها دور رئيس في تطوير إستراتيجية «سامبا» للمصرفية الإلكترونية وإطلاق خدماتها عبر الإنترنت. حصلت على المرتبة الخامسة في قائمة أقوى السيدات العربيات لعام 2017.

## المناصب الحالية
- عضو مجلس إدارة غير تنفيذي، في شركة الاتصالات السعودية، من عام 2021م حتى الآن.
- رئيس لجنة المخاطر، شركة الاتصالات السعودية، من عام 2021م حتى الآن.
- عضو لجنة الترشيحات والمكافآت، شركة الاتصالات السعودية، من عام 2021م حتى الآن.
- رئيس اإلدارة العامة لاللتزام والحوكمة، صندوق الاستثمارات العامة، من عام 2021م حتى الآن.[9]
- رئيس لجنة المراجعة، مؤسسة مبادرة مستقبل الاستثمار، وهي مؤسسة أهلية غير ربحية سعودية، من عام 2020م حتى الآن.
- عضو مجلس إدارة، المركز الوطني لقياس أداء الأجهزة العامة) (أداء)، من عام 2020م حتى الآن.
- رئيس لجنة المراجعة، المركز الوطني لقياس أداء الأجهزة العامة (أداء)، من عام 2020م حتى الآن.
- عضو مجلس إدارة، الهيئة السعودية للفضاء، وهي جهة حكومية، تعمل في قطاع الفضاء، من عام 2019م حتى الآن.
- عضو اللجنة التنفيذية، الهيئة السعودية للفضاء، من عام 2021م حتى الآن.
- عضو لجنة الترشيحات والمكافآت، الهيئة السعودية للفضاء، وهي جهة حكومية، تعمل في قطاع الفضاء، من عام 2021م حتى الآن.
- عضو لجنة المراجعة، الهيئة السعودية للفضاء، وهي جهة حكومية، تعمل في قطاع الفضاء، من عام 2021م حتى الآن.
- مستشار لمحافظ، صندوق الاستثمارات العامة، وهو صندوق حكومي، يعمل في قطاع الاستثمار، منذ 22 ديسمبر 2020م حتى الآن.[3]
- عضو مجلس إدارة، الاتحاد السعودي للبولو، وهو اتحاد للبولو في السعودية، يعمل في قطاع الرياضة، من عام 2018م حتى الآن.

### المناصب السابقة
- نائب رئيس مجلس إدارة غير تنفيذي، شركة سامبا كابيتال للأصول وإدارة الاستثمار، وهي شركة مساهمة مقفلة سعودية، عام 2017م إلى عام 2021م.
- الرئيس التنفيذي، مجموعة سامبا المالية، وذلك من عام 2017م إلى 21 ديسمبر 2020م.[4]
- عضو مجلس إدارة، شركة سامبا للأسواق العالمية المحدودة، وهي شركة ذات مسؤولية محدودة في جزر الكايمان، من عام 2017م إلى عام 2021م.
- عضو لجنة المراجعة، بنك سامبا المحدود، وهي شركة مساهمة مدرجة في باكستان، من عام 2014م إلى عام 2021م.
- عضو لجنة الترشيحات والمكافآت، بنك سامبا المحدود، وهي شركة مساهمة مدرجة في باكستان، من عام 2014م إلى عام 2021م.
- عضو مجلس إدارة غير تنفيذي، بنك سامبا المحدود، وهي شركة مساهمة مدرجة في باكستان، تعمل في القطاع المصرفي، وذلك من عام 2014م إلى عام 2017م.
- مدير عام المراجعة الداخلية والتفتيش، مجموعة سامبا المالية، من عام 2014م إلى عام 2017م.
- مدير عام الالتزام، مجموعة سامبا المالية، من عام 2009م إلى عام 2014م.